# 楊安
楊 安（よう あん、生没年不詳）は、五胡十六国時代前仇池の公族であり、前秦の武将である。略陽郡清水県の出身の氐族である。祖父は前仇池の第4代君主楊初。父は前仇池の第5代君主楊国。

## 生涯
仇池公楊国の子として生まれた。
永和11年（355年）1月、父が位を継ぐと、楊安は東晋朝廷より振威将軍・武都郡太守に任じられた。
永和12年（356年）、楊初の弟の楊俊が楊国を殺害して位を簒奪すると、楊安は前秦へ亡命した。
楊安はかねてより名将との誉れ高く、前秦でも功績を打ち立てるのを期待されており、鄧羌にも匹敵すると称された。だが、亡命者であったからか長らく佐命の列に連なることがなく、建元年間より以前は征討の任も与えられなかった。
建元元年（365年）頃、前将軍に抜擢された。
同年7月、匈奴の右賢王曹轂・左賢王劉衛辰が兵を挙げて反旗を翻すと、楊安は討伐軍の前鋒となって曹轂を迎え撃った。曹轂は弟の曹活を同官川に進ませて楊安を攻撃させたが、楊安はこれを大破し、曹活を始め四千人余りを斬首した。曹轂は大いに恐れて降伏した。
建元2年（366年）、苻堅の命により、楊安は王猛と共に兵2万を率いて荊州北部の諸郡を攻撃した。さらに転進して南郷を攻め、安陽の民1万戸余りを引き連れてから帰還した。
建元3年（367年）、前涼の君主張天錫が西方で独立勢力を築いていた李儼を攻撃すると、李儼はこれを恐れ、苻堅へ救援を要請した。苻堅の命により、楊安は李儼救援を命じられると、2万の兵を率いて出撃し、先発していた王猛と合流した。楊安らは枹罕へと進軍すると、前涼の前将軍楊遹と枹罕の東で戦ってこれを大破し、捕虜・斬首併せて1万7千の戦果を数えた。
同年10月、上邽の苻双・蒲坂の苻柳が苻堅に反旗を翻した。さらに陝城の苻廋・安定の苻武がこれに呼応して、 共同で長安へと侵攻する準備を始めた。建元4年（368年）1月、楊安は広武将軍張蚝と共に苻廋のいる陝城を攻撃するため軍を進めた。苻堅は楊安らへ、陝城から三十里の地に駐屯して動かないようにし、秦州・雍州の地を安定させてから力を併せて攻め取るよう命じた。12月、鄧羌・王鑒らと合流すると、共に陝城を攻めて陥落させ、苻廋を長安へと護送した。後に鎮南将軍に任じられた。
建元6年（370年）6月、苻堅は王猛を総大将に任じ、楊安・張蚝・鄧羌ら十将、歩兵騎兵合わせて六万の兵を与えて、前燕討伐に向かわせた。7月、王猛の命により、楊安は晋陽攻略に当たった。だが、晋陽には兵も糧食も十分備わっていたので、なかなか攻め落とすことができなかった。9月、王猛が晋陽に到着すると、張蚝に命じて地下道を掘って城内への進入路を作り、壮士数百人を与えて城内に侵入させて城門を内から開いた。これを合図に楊安は王猛と共に城内に突入し、前燕の并州刺史慕容荘を捕えた。前燕平定後には戦功によって博平県侯とされ、吏部尚書に進められた。
建元7年（371年）2月、使持節・都督益梁二州諸軍事・梁州刺史に任じられた。3月、西県侯苻雅・揚武将軍姚萇らと共に騎兵7万を率いて仇池を攻め、楊俊の後を継いだ仇池公楊纂を降伏させた。4月、都督南秦州諸軍事に任じられ、仇池を鎮守した。また、時期は不明だが、楊纂を殺害している。
建元9年（373年）7月、東晋の梁州刺史楊亮が子の楊広（楊佺期の兄）を派遣して仇池へ侵攻すると、楊安はこれを撃破した。沮水一帯の東晋軍はみな城を捨てて潰走し、楊亮は恐れて撤退した。9月、楊安は勝ちに乗じて進撃し、遂に漢川に侵攻した。その後、さらに軍を転進させて梓潼へ侵攻すると、涪城を守る梓潼郡太守周虓を降伏させた。11月、さらに進撃を続けると、遂に益州・梁州の二州を陥落させた。これにより、西南夷に位置する邛・莋・夜郎といった地は尽く前秦に帰順した。楊安は功績により右大将軍・益州牧に任じられ、成都を鎮守した。
建元10年（374年）5月、蜀人の張育・楊光らが挙兵して苻堅に反旗を翻し、巴獠の酋長張重・尹万ら五万人がこれに呼応して成都を包囲した。 楊安は鄧羌らと共に5万の兵を率いてこれを撃ち、張重・尹万らを大破した。7月、張育は尹万と主導権争いを始め、遂に離反すると兵を率いて相対峙した。楊安はこの隙を突いて攻撃を仕掛け、これを破った。攻勢に晒された張育と楊光は綿竹まで軍を退いた。9月、楊安は張重・尹万の軍と成都の南で戦闘を行い、首級二万三千を挙げる勝利を収め、張重を討ち取った。さらに鄧羌は張育・楊光と綿竹で戦闘を繰り広げ、彼らを斬り殺した。こうして益州は平定された。
後に荊州刺史に任じられ、樊城・鄧城を鎮守した。
建元14年（378年）1月、長楽公苻丕らが東晋領の襄陽を攻めると、楊安は樊城・鄧城の兵を率いて軍の前鋒となり、これを陥れた。
これ以降、史書に楊安の名は記載されていない。